# 天主教里奧夸爾托教區
天主教里奧夸爾托教區（拉丁語：Dioecesis Rivi Quarti Immaculatae Conceptionis）是阿根廷一個羅馬天主教教區，屬科爾多瓦總教區。
教區成立於1934年4月20日，位於科爾多瓦省南部。2010年有教友427,000人（佔轄區總人口94.3%）、五十二個堂區、九十四名司鐸。現任教區主教為愛德華·埃利塞奧·馬爾定。